# Melittosphex burmensis
Melittosphex burmensis és una espècie d'himenòpter apòcrit de la família Melittosphecidae; és l'espècie d'abella més antiga coneguda. Es va descobrir en forma d'inclusions en ambre l'any 2006 per George Poinar, un entomòleg de la Universitat Estatal d'Oregon. L'ambre es va trobar en una mina del Valle d'Hukawng al nord de Myanmar i es creu que data del període Cretaci, fa 100 milions d'anys.

## Descripció
M. burmensis té aproximadament un cinquè de la grandària de l'actual abella mel·lífera, amb uns 3 mm de longitud. No està emparentada amb cap família d'abelles coneguda. Presenta característiques anatòmiques similars a les de certes vespes carnívores, incloent la forma de les seves potes posteriors, però també comparteix algunes altres amb les abelles pol·linitzadores, tals com els pèls plomosos o ramificats en el cos. El seu cap té forma de cor.
La mostra oposada es creu que té 100 milions d'anys d'antiguitat, 40 milions d'anys més antiga que la següent espècie més antiga coneguda d'abelles. El descobriment d'aquesta abella del període Cretaci amb certes característiques pol·linitzadores podria ajudar a explicar la ràpida expansió de les plantes florals en aquella època de la història de la Terra.
Va ser descrita en la revista Science per George Poinar juntament amb l'investigador Bryan Danforth.